# Xerraire muntanyenc coll-roig
El xerraire muntanyenc coll-roig (Turdoides rufocinctus) és un ocell de la família dels leiotríquids (Leiothrichidae).

## Hàbitat i distribució
Habita els boscos de les muntanyes del nord-est i est de la República Democràtica del Congo i Ruanda.